# Torre al Molí de Gandesa
La Torre al Molí de Gandesa és una obra de Gandesa (Terra Alta) declarada Bé Cultural d'Interès Nacional.

## Descripció
El molí hidràulic es localitza a prop del santuari de la Fontcalda. Aquest, que es troba força enrunat, aprofitava les aigües del riu Canaletes. Per sobre d'ell, hi ha el basament d'una construcció defensiva de planta rectangular i murs gruixuts bastida amb combinació de pedra picada amb filades d'opus spicatum i tàpia a la part superior.